# NGC 556
NGC 556 este o galaxie lenticulară, posibil eliptică, situată în constelația Balena. A fost descoperită în anul 1886 de către Frank Muller. De asemenea, a fost observată încă o dată de către Herbert Howe.